# Trinidad Samuel
Trinidad Samuel est l'une des dix-sept paroisses civiles de la municipalité de Torres dans l'État de Lara au Venezuela. Sa capitale est Carora, chef-lieu de la municipalité.